# تصلد بالبرودة
العهون أو التصلد بالبرودة هي عملية فيزيولوجية وحيوية تتمكن المتعضية عن طريقها من الاستعداد لبرودة الجو.

## النباتات

رسم تخطيطي لخلية نباتية تقليدية

في أثناء فصل الشتاء، عندما تسقط أوراق الأشجار النفضية وتنخفض درجات الحرارة، تؤدي البرودة إلى تجميد حركة المياه في النباتات. وقد يسبب الماء المتجمد تضررًا غير قابل للعلاج في خلايا النباتات نتيجة لتصلد المياه. ولتفادي ذلك، تستقبل النباتات فصل الشتاء بإجراء عملية تسمى التصلد بالبرودة. وتبدأ هذه العملية بتغير نفاذية الغشاء الخلوي مما يسمح بتسرب المياه إلى الفراغات داخل الخلية. أضف إلى ذلك أن الخلايا تخزن كميات هائلة من السكريات في البروتوبلازم مما يساعد في خفض درجة التجمد.
ويعمل التصلد بالبرودة على حماية النباتات من التعرض لإصابات نتيجة التصلد والتجمد. وتحدث الإصابة بالتصلد فيما بين 0 إلى 10 درجات مئوية، وذلك نتيجة لتضرر الغشاء والتغير الأيضي وتراكم السُمِّيَّة. ومن أعراض تلك الإصابة الذبول والبقع المائية و النخر و داء الاخضرار وتسرب الأيونات وتراجع النمو. وتحدث الإصابة بالتجمد في درجات الحرارة الأقل من 0 درجة مئوية. ومن بين أعراض التجمد خارج الخلية التشوه البنيوي والتجفاف والنخر. وإذا حدث تجمد داخل الخلايا فإنه يؤدي إلى موت النبات. وتأتي الإصابة بالتجمد نتيجة لفقد النفاذية وانحلال الحِبلة وانفجار الخلايا بعد ذوبانها.